# Stylocheiron elongatum
Stylocheiron elongatum är en kräftdjursart som beskrevs av Georg Ossian Sars 1883. Stylocheiron elongatum ingår i släktet Stylocheiron och familjen lysräkor. Inga underarter finns listade i Catalogue of Life.